# تویوتومی کونیماتسو

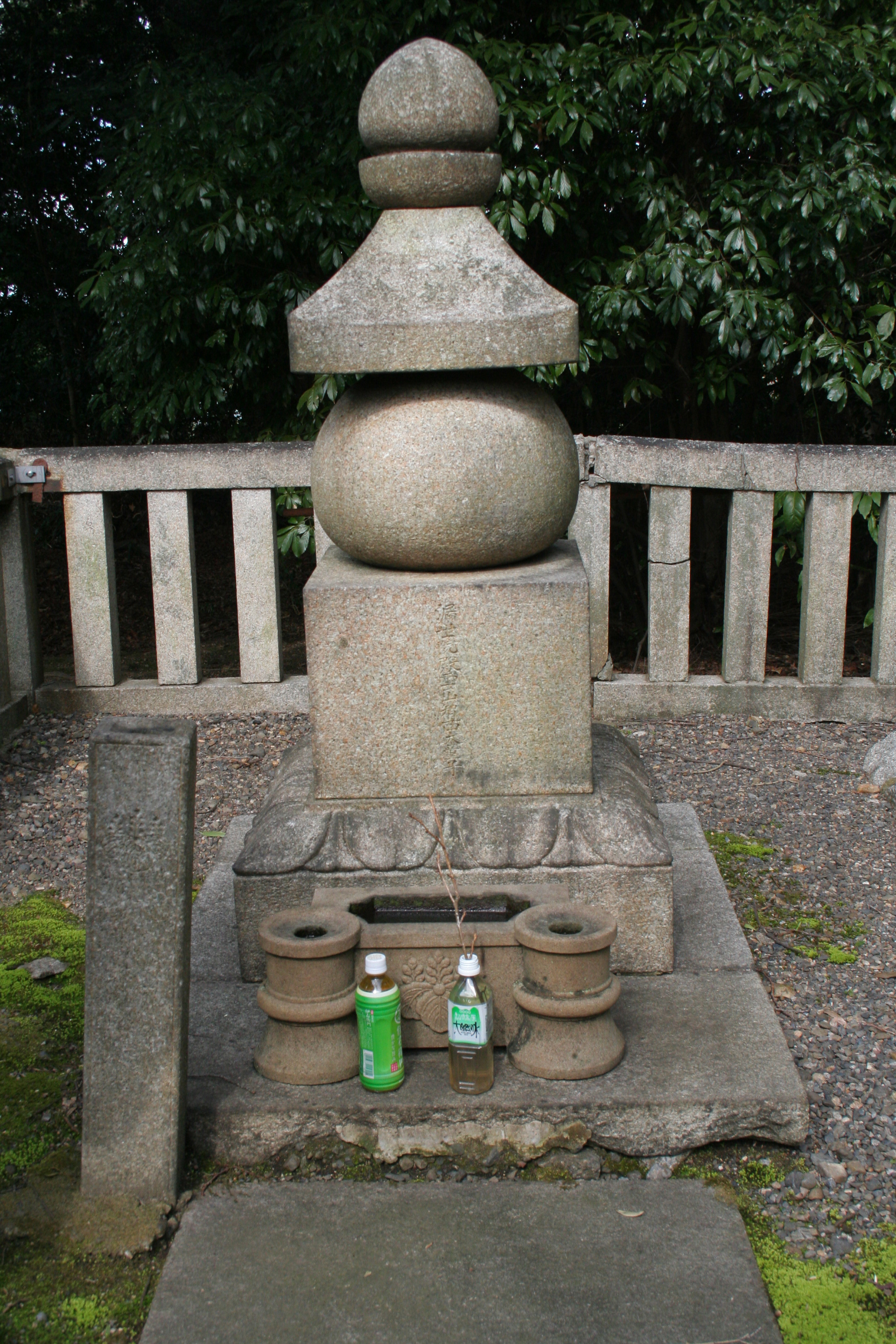
مقبرهٔ تویوتومی کونیماتسو در کیوتو، ژاپن - ۲۰۰۹

تویوتومی کونیماتسو (به ژاپنی: 豊臣 国松 Toyotomi Kunimatsu) (۱۶۰۸ – جون ۱۹، ۱۶۱۵ میلادی) پسر تویوتومی هیده‌یوری و نوهٔ تویوتومی هیده‌یوشی از یک زن غیر اصلی سوکوشیتسو به نام «ایچا» 
(伊茶) بود. پس از محاصره اوساکا و مرگ پدرش به دست نیروهای توکوگاوا ایه‌یاسو اسیر شد و در سن هفت سالگی سربریده شد. فرضیه ای هم وجود دارد که او توانست فرار کند و پسری که سربریده شد در واقع کاگه‌موشای (بدل) او بود. با مرگ کونیماتسو خاندان تویوتومی انقراض پیدا کرد.